# Gromoty
Gromoty – wieś w Polsce, położona w województwie warmińsko-mazurskim, w powiecie iławskim, w gminie Iława.
| SIMC    | Nazwa   | Rodzaj                    |
| ------- | ------- | ------------------------- |
| 0475192 | Dąbrowa | część wsi (przed 2023 r.) |

W latach 1975–1998 wieś administracyjnie należała do województwa olsztyńskiego.
W Gromotach funkcjonują m.in. ochotnicza straż pożarna i Szkoła Podstawowa.